# Sint-Martens-Latem
Sint-Martens-Latem (fr. Laethem-Saint-Martin) – miejscowość i gmina (gemeente) w Belgii, w Regionie Flamandzkim, w prowincji Flandria Wschodnia, w okręgu Gandawa.

## Podział administracyjny
W skład gminy wchodzi jedna dzielnica (deelgemeente):
- Deurle

## Demografia
- Źródła: NIS, od 1806 do 1981= według spisu; od 1990 liczba ludności w dniu 1 stycznia

1 stycznia 2024 całkowita populacja Sint-Martens-Latem liczyła 8208 osób. Łączna powierzchnia gminy wynosi 14,45 km², co daje gęstość zaludnienia 568 mieszkańców na km².